# Crimson Skies

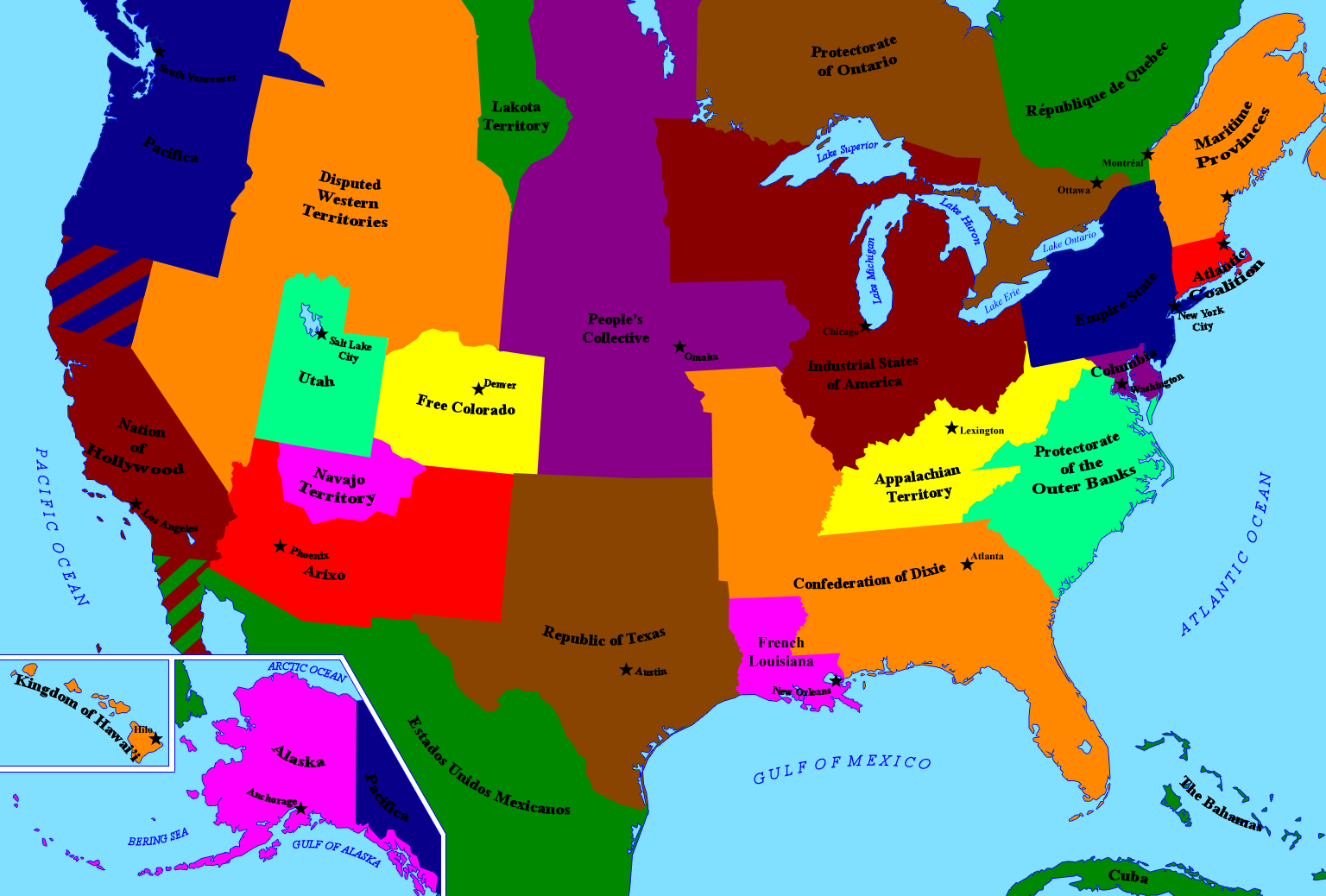
Mappa dell'America settentrionale nell'universo di Crimson Skies

Crimson Skies è un media franchise creato da Jordan Weisman e Dave McCoy, ambientato in un'ucronia nell'America degli anni 1930 in cui è presente la pirateria caraibica effettuata con aeromobili quali aeroplani e dirigibili.
Oltre al gioco da tavolo omonimo prodotto da FASA, il franchise è composto da due videogiochi realizzati da Microsoft Game Studios per Microsoft Windows e Xbox, oltre ad alcuni libri e un wargame con miniature collezionabili della WizKids.